# Castlevania: Harmony of Dissonance
Castlevania: Harmony of Dissonance is een platformspel en actierollenspel (ARPG) voor de Game Boy Advance uit 2002. Het spel is onderdeel van de Castlevania-serie en is ontwikkeld en uitgegeven door Konami. Het is het eerste spel dat ook in Japan uitkwam als "Castlevania" in plaats van "Akumajō Dracula".
Het spel werd in Europa in 2006 opnieuw uitgebracht samen met Aria of Sorrow als onderdeel van een bundel.

## Plot
Het spel speelt zich af in 1748 rondom een conflict tussen de Belmont-clan en de onsterfelijke Dracula, precies 50 jaar nadat Simon Belmont een eind maakte aan Dracula's vloek. De hoofdpersoon Juste Belmont is de kleinzoon van Simon en kreeg zijn Vampire Killer-zweep op zijn zestiende jaar. Samen met zijn jeugdvriend Maxim reist hij af naar Dracula's kasteel om de gekidnapte Lydie te bevrijden.

## Spel
Het spel is een 2D side-scrolling platformspel dat overeenkomt met voorgaande delen in de Castlevania-serie. Doel van het spel is hoofdpersoon Juste Belmont door het veld te loodsen, waarbij hij onderweg vijanden verslaat. In het speelveld zijn verschillende wapens te vinden, zoals een bijl, kruis, heilig water, dolken en een stopwatch.
Het kasteel waarin men speelt bestaat uit twee lagen, kasteel A en B. De lay-out komt grotendeels overeen, maar verschilt in het soort monsters die zich in elk kasteel bevindt. Ook zijn de twee kastelen met elkaar verbonden; het breken van een muur in A leidt tot een verandering in B.
Harmony of Dissonance voegt elementen uit het rollenspelgenre toe, waarbij de hoofdpersoon beschikt over levenspunten (hp), magiepunten (mp) en ervaringspunten (xp).

## Ontvangst
Producent Koji Igarashi wilde een spel ontwikkelen die vergelijkbaar was met Castlevania: Symphony of the Night, een spel waar hij eerder al aan werkte. Harmony of Dissonance werd matig verkocht. In recensies prees men de vermakelijke gameplay met verbeterde graphics, maar er was kritiek op de muziek. Volgens Igarashi werd de kwaliteit van de muziek opgeofferd ten gunste van de graphics.
| Aggregator     | Score  |
| -------------- | ------ |
| GameRankings   | 84%    |
| Metacritic     | 87/100 |
| Publicatie     | Score  |
| EGM            | 9,6/10 |
| Game Informer  | 9,5/10 |
| GameSpot       | 8,2/10 |
| GameSpy        | 87/100 |
| IGN            | 9,2/10 |
| Nintendo Power | 4,2/5  |